# Саранчук Володимир Михайлович
Володи́мир Миха́йлович Саранчу́к (нар. 1937 року, Кам'янське — 9 листопада 2021) — радянський і український режисер та актор, художній керівник Дніпровського академічного театру драми і комедії (1976—2000), заслужений артист Росії (1974), народний артист України (1994).

## Життєпис
Володимир Саранчук народився в сім'ї металурга. Закінчив Дніпропетровське театральне училище та Київський інститут театрального мистецтва. Після цього працював в Бахмуті, Миколаєві, Кривому Розі, Благовєщенську, Рибінську та Мурманську. Але остаточно став працювати в Дніпропетровському державному театрі російської драми імені М. Горького. Довгий час був головним режисером цього театру.
Помер 9 листопада 2021 року.

## Роботи в театрі
- «Гніздо глухаря» Віктора Розова
- «Ревізор» Миколи Гоголя
- «Вишневый сад» Антона Чехова
- «Вибір» Ю. Бондарєва
- «Зозулині сльози»
- «Дерева помирають стоячи»
- «Дикун» Касони
- «Последние» М. Горького
- «Вечеря дурнів» Вебера
- «Забути Герострата» Г.Горіна
- «Фігурант»